# Lupin III - 1$ Money Wars
Lupin III - 1$ Money Wars (ルパン三世 １＄マネーウォーズ?, Rupan Sansei - $1 Manē Wōzu) è il dodicesimo special televisivo giapponese con protagonista Lupin III, il celebre ladro creato da Monkey Punch, trasmesso per la prima volta in Giappone su Nippon Television il 28 luglio 2000.
È stato trasmesso, in prima visione, da Italia 1 il 21 novembre 2004 alle 13:00 col titolo Lupin III - Per un dollaro in più. È stato l'ultimo special tv di Lupin III realizzato in animazione tradizionale e girato in pellicola.

## Trama
Lupin vuole rubare all'avvenente direttrice della Bank of World un anello contenente informazioni per ritrovare un antico cimelio che in passato è stato posseduto da persone che si sono impegnate in campagne per dominare il mondo, tra cui Hitler e Napoleone. A colpo riuscito, però, un agente della direttrice spara al petto del ladro, facendolo morire, almeno apparentemente.

## Doppiaggio
| Personaggio               | Doppiatore originale | Doppiatore italiano |
| ------------------------- | -------------------- | ------------------- |
| Lupin III                 | Kan'ichi Kurita      | Roberto Del Giudice |
| Daisuke Jigen             | Kiyoshi Kobayashi    | Sandro Pellegrini   |
| Goemon Ishikawa XIII      | Makio Inoue          | Antonio Palumbo     |
| Fujiko Mine               | Eiko Masuyama        | Alessandra Korompay |
| Ispettore Koichi Zenigata | Gorō Naya            | Rodolfo Bianchi     |
| Cynthia Craymov           | Mami Koyama          | Roberta Pellini     |
| Alex Nabikov              | Jouji Nakata         | Roberto Draghetti   |
| Sandi Fishburne           | Rica Matsumoto       |                     |

- Doppiaggio italiano:
  - A cura di: Ludovica Bonanome
  - Casa di doppiaggio: Edit S.r.l.
  - Direttore del doppiaggio: Roberto Del Giudice
  - Assistente al doppiaggio: Daniela Inserra

La prima versione trasmessa da Italia 1 ha Hallo Lupin di Giorgio Vanni come sigla finale e anche come musica di sottofondo prima della schermata del titolo iniziale. Nelle repliche di Italia 2 e quelle di Italia 1 a partire dall'8 gennaio 2017 sono state ripristinate le sigle giapponesi originali.

## Edizioni home video

### DVD
Shin Vision ha edito lo special in DVD. È stato poi ristampato da Yamato Video.

### Blu-ray Disc
In Giappone il film è stato rimasterizzato in alta definizione e venduto in formato Blu-ray Disc all'interno della raccolta LUPIN THE BOX - TV Special BD Collection (LUPIN THE BOX ~ TV スペシャルBDコレクション~?).

## Colonna sonora
La colonna sonora dello special è stata composta da Yūji Ōno.
- Lupin The Third: 1$ Money Wars Original Soundtrack (VAP 21/09/00 VPCG-84708)
  1. Auction Hall
  2. Rupan Sansei no Theme '97 (readymade 440 mix)
  3. Life's a Flame
  4. Symbol Owner
  5. Project Plan and the Road of Belief
  6. Sweet on You
  7. Beautiful Bank President Cynthia
  8. Attack! Bow Bank
  9. Lupin Shot!
  10. Lupin's Funeral
  11. Saudades do Rio
  12. World Bank
  13. Lupin Is Alive
  14. Columbia Island
  15. Life's a Flame
  16. Take Me
  17. Night before the Great Battle
  18. The Puzzle Broach Is Taken!
  19. Good Luck Broach
  20. Last Chance
  21. Life's a Flame